# Miliola
Miliola es un género de foraminífero bentónico de la subfamilia Miliolinae, de la familia Miliolidae, de la superfamilia Milioloidea, del suborden Miliolina y del orden Miliolida. Su especie tipo es Miliolites saxorum. Su rango cronoestratigráfico abarca desde el Luteciense (Eoceno medio) hasta el Rupeliense (Oligoceno medio).

## Clasificación
Se han descrito numerosas especies de Miliola. Entre las especies más interesantes o más conocidas destacan:
- Miliola disticha †
- Miliola jacksonensis †
- Miliola prisca †
- Miliola pseudocarinata †
- Miliola saxorum †

Un listado completo de las especies descritas en el género Miliola puede verse en el siguiente anexo.
En Miliola se han considerado los siguientes subgéneros:
- Miliola (Hauerina), aceptado como género Hauerina
- Miliola (Monocystis), aceptado como género Monocystis